# Estudis Universitaris Catalans
Estudis Universitaris Catalans (EUC) són un ensenyament de caràcter universitari que es va iniciar el 16 d'octubre de 1903 a causa del Primer Congrés Universitari Català, com a resposta a la negativa del rector de la Universitat de Barcelona, Rafael Rodríguez Méndez, a acceptar el català com a llengua de comunicació. Com que no comptaven amb autorització oficial del Ministeri d'Educació d'Espanya per a instal·lar les aules a la Universitat, les van haver d'habilitar a l'Ateneu Barcelonès, a l'Escola Industrial, i a la Biblioteca de Catalunya.
D'antuvi només s'impartia classes de dret civil català i història de Catalunya, però aviat s'amplià amb economia social i política aranzelària, literatura catalana, dret públic català, història de l'art català, geologia aplicada a Catalunya, tècnica i anàlisi química, agricultura, pedagogia nacional, estudis portuguesos, filologia romànica, filosofia, gramàtica comparada del llatí i el català, història musical i ètnica de la cançó popular, lògica i metodologia de la ciència i geografia, totes elles matèries impartides a la Universitat i impartides per professorat titulat.
Entre els professors dels Estudis, podem destacar personalitats com Antoni Rubió i Lluch, Josep Puig i Cadafalch, Antoni Borrell i Soler, Pompeu Fabra, Francesc Carreras i Candi, Eugeni d'Ors, Pere Bosch i Gimpera, Manuel de Montoliu, Jordi Rubió i Balaguer, Ferran Valls i Taberner, Francesc Martorell i Trabal i Pau Vila. L'arribada de la Segona República Espanyola i l'assumpció de competències educatives per la Generalitat de Catalunya, així com la fundació de la Universitat Autònoma de Barcelona i la catalanització de la Universitat de Barcelona van reduir les assignatures a quatre: gramàtica, literatura, història i geografia.
A la fi de la guerra civil espanyola les activitats foren suspeses, i no van poder reprendre fins al 1942, i es van fer de manera clandestina fins al 1950. Aleshores s'hi ensenyà lingüística catalana, per Ramon Aramon i Serra, història de la literatura, per Jordi Rubió i Balaguer (després per Jordi Carbonell, Antoni Comas i Joaquim Molas), història de Catalunya, per Ferran Soldevila (després per Miquel Coll i Alentorn) i, esporàdicament, dret civil català, per Antoni Borrell i Macià, economia política, per Salvador Millet i Bel, paleografia, per Pere Bohigas, i arqueologia, per Josep de Calassanç Serra i Ràfols.
Del 1961 al 1985 l'EUC també organitzà cursos de cultura catalana per a estudiants estrangers. També van editar una revista amb el mateix nom on publicaren els seus treballs la major part dels professors i dels alumnes més destacats.